# Agrotis cleiducha
Agrotis cleiducha är en fjärilsart som beskrevs av Paul Dognin 1902. Agrotis cleiducha ingår i släktet Agrotis och familjen nattflyn. Inga underarter finns listade i Catalogue of Life.